# Dalce
Dalce so naselje v Občini Krško.